# Casa Michetti
La Casa Michetti, o Casa di Francesco Paolo Michetti, è una casa museo situata in Tocco da Casauria. Essa è la casa natale di Francesco Paolo Michetti, pittore toccolano.
L'edificio è di proprietà della Provincia di Pescara.

## Storia
La Casa Michetti risale al XIX secolo. Qui nacque il 4 ottobre 1851 il pittore Francesco Paolo Michetti. da Crispino, direttore della banda musicale del paese, e Aurelia Terzini. Ancora bambino lavorò come apprendista presso la bottega di un fabbro a causa della prematura scomparsa del padre che mise in difficoltà economiche l'intera famiglia. La madre rimasta vedova ben presto si risposò, così Francesco Paolo Michetti lasciò il suo apprendistato e si trasferì a Chieti insieme ai suoi familiari.

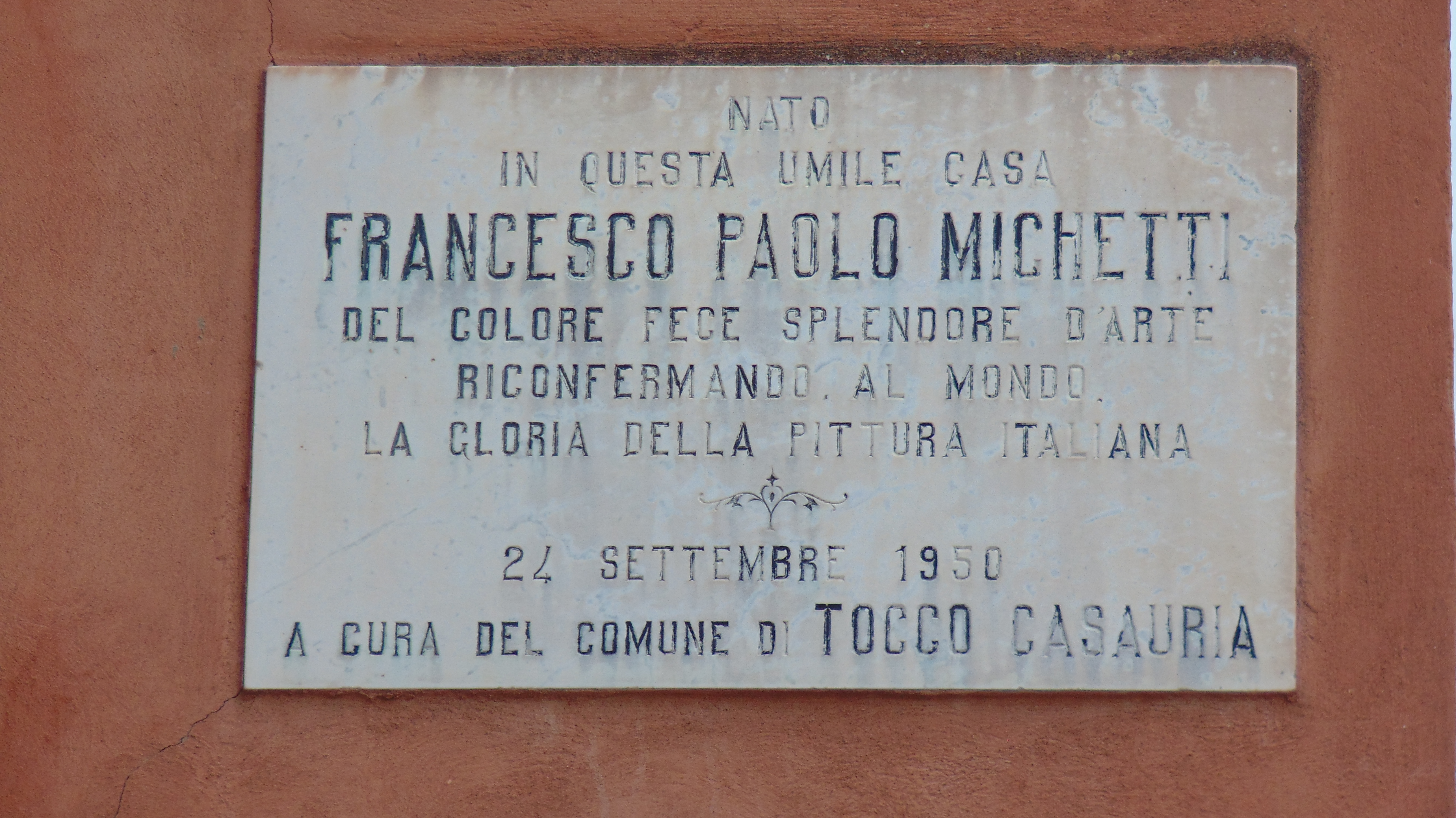
Targa in pietra presente sulla facciata d'ingresso della casa

Prima ancora della sua conversione a museo, nella facciata con l'ingresso principale della casa fu posta una targa in pietra per commemorare l'artista toccolano con l'iscrizione:
IN QUESTA UMILE CASA

FRANCESCO PAOLO MICHETTI

DEL COLORE FECE SPLENDORE D'ARTE

RICONFERMANDO AL MONDO

LA GLORIA DELLA PITTURA ITALIANA

24 SETTEMBRE 1950

A CURA DEL COMUNE DI TOCCO DA CASAURIA»
Il 20 settembre 1954 la casa fu adibita a museo con alcune sue opere pittoriche acquistate ad una mostra. In essa fu ricostruita la cucina e la bottega da fabbro del padre di Francesco. Alla cerimonia di inaugurazione parteciparono parlamentari della Regione e della Provincia di Pescara, nonché il segretario generale della Quadriennale d'Arte di Roma professore Ferdinando Fortunato Bellonzi che tenne la prolusione celebrativa.
Il 27 marzo 1955, nella casa natale dell'artista, fu posto un busto di Francesco creato dallo scultore abruzzese Nicola D'Antino, allievo ed amico del Michetti.
Chiusa da oltre dieci anni è in attesa di una ristrutturazione.

## Descrizione
La casa, sobria e modesta in stile liberty, è di colore rosso scarlatto.
Le porte della casa sono rivestite in pietra bianca, così come le finestre.
L'edificio ha 3 piani.